# Dusičnan amonno-vápenatý
Dusičnan amonno-vápenatý je široce používaným anorganickým hnojivem, které v roce 2007 představovalo 4 % všech celosvětově používaných dusíkatých hnojiv.

## Příprava
Termín "dusičnan amonno-vápenatý" se využívá pro více různých, ale úzce souvisejících přípravků. Jedna možnost přípravy dusičnanu amonno-vápenatého je přidáním práškového vápence do dusičnanu amonného. Jiná, plně ve vodě rozpustná varianta dusičnanu amonno-vápenatého lze připravit smícháním dusičnanu vápenatého s dusičnanem amonným, čímž vznikne krystalická látka se složením: 5Ca(NO3)2•NH4NO3•10H2O.
Spotřeba dusičnanu amonno-vápenatého činila 3,54 milionu tun v roce 1973/74, 4,45 milionu tun v roce 1983/84 a 3,58 milionu tun v roce 1993/94. Na výrobu dusičnanu amonno-vápenatého byly spotřebovány celkem 3 % světové produkce amoniaku v roce 2003.

## Vlastnosti
Dusičnan amonno-vápenatý je hygroskopický. Rozpouštění ve vodě je endotermické, což vede k jeho používání v některých chladicích sáčcích.

## Využití
Dusičnan amonno-vápenatý se využívá primárně jako hnojivo. Jako hnojivo dusičnan amonno-vápenatý obsahuje zhruba 8 % vápníku a 21-27 % dusíku. Dusičnan amonno-vápenatý se přednostně využívá na kyselých půdách, protože okyseluje půdu méně než mnohá běžně používaná dusíkatá hnojiva. Používá se také místo dusičnanu amonného tam, kde je dusičnan amonný zakázán.
Dusičnan amonno-vápenatý se používá v některých chladicích sáčcích jako alternativa k dusičnanu amonnému.
Dusičnan amonno-vápenatý se využívá také v improvizovaných výbušninách. Dusičnan amonno-vápenatý se nepoužívá přímo, ale místo toho je nejprve převeden na dusičnan amonný. Více než 85 % výbušných zařízení použitých proti americkým silám v Afghánistánu obsahuje podomácku vyrobené výbušniny a z nich je asi 70 % vyrobeno z dusičnanu amonného vyrobeného z dusičnanu amonno-vápenatého.